# بريان ليانغ
بريان ليانغ (بالصينية: 梁家仁) (و. 1948 – م) هو مخرج سينمائي، وممثل، وكاتب سيناريو، من جمهورية الصين الشعبية، ولد في هونغ كونغ.

## وصلات خارجية
- بريان ليانغ على موقع IMDb (الإنجليزية)
- بريان ليانغ على موقع ألو سيني (الفرنسية)
- بريان ليانغ على موقع أول موفي (الإنجليزية)
- بريان ليانغ على موقع قاعدة بيانات الفيلم (الإنجليزية)
- بريان ليانغ على موقع كينوبويسك (الروسية)